# Isaac Steinberg
Isaac Nachman Steinberg (russe : Исаак Нахман Штейнберг ; 13 juillet 1888 – 2 janvier 1957) est un juif orthodoxe, avocat, révolutionnaire, homme politique, chef de file d'un mouvement juif et écrivain soviétique.

## Jeunesse et premier exil
Steinberg est né à Dvinsk, Empire russe (aujourd'hui Daugavpils, en Lettonie), dans une famille de commerçants. En 1906, il s'inscrit à l'université de Moscou en Droit. Il adhère alors au Parti socialiste révolutionnaire et est exilé pour activisme. Il rejoint alors l'Allemagne où il poursuit ses études à l'université de Heidelberg. 

## Retour en Russie, commissaire politique et second exil
En 1910, Steinberg rentre en Russie et s'établit en tant qu'avocat. De décembre 1917 à mars 1918, il est le commissaire du peuple pour la Justice de Lénine, dans le gouvernement bolchévique alors en coalition avec l'aile gauche du parti socialiste. Steinberg démissionna de son poste pour protester contre le Traité de Brest-Litovsk. Plus tard, il proteste auprès de Lénine contre la répression bolchevique en ironisant que le Commissariat du Peuple à la Justice aurait pu être rebaptisé « Commissariat du Peuple à l'Extermination sociale » pour être plus franc, ce que ne contestera pas Lénine qui répond : « Bien vu, c'est exactement ce qu'il devrait être. Mais nous ne pouvons pas le dire. ». 
En 1923, il se réfugia avec sa famille en Allemagne.

## Ligue de la liberté
Lorsque les Nazis vinrent au pouvoir, en 1933, Steinberg, sa femme et ses trois enfants s'établirent à Londres. Il cofonda le mouvement du Sionisme territorialiste.
Le mouvement choisit la région de Kimberley en Australie, riche en terres agricoles, pour accueillir les juifs d'Europe victimes du Nazisme. Steinberg fait campagne pour l'installation de 75000 réfugiés dans le nord de l'Australie. Arrivé à Perth, le 23 mai 1939, il gagna de nombreux soutiens dès 1940.
Steinberg quitte l'Australie en juin 1943 pour rejoindre sa famille au Canada. Le 15 juillet 1944, le Premier ministre australien l'informe que son projet est refusé.
Steinberg poursuit sa recherche d'une terre d'asile. En 1946, le mouvement négocia avec le Suriname et le gouvernement néerlandais pour l'établissement de 30000 juifs déplacés d'Europe. Steinberg conduit la négociation accompagné de Henri B. van Leeuwen et N. Fruchtbaum, au Suriname en avril 1947. En août 1948, le gouvernement local suspend les discussions.
Steinberg fut également écrivain yiddish, et éditeur,,
Il fut un juif orthodoxe même durant sa période révolutionnaire militante..
Isaac Steinberg meurt à New York en 1957. Son fils fut l'historien d'art Leo Steinberg.

## Œuvres
- (ru) Нравственный лик революции ("Moral Face of the Revolution"), Berlin, 1923
- (yi) זכרונות פֿון אַ פֿאָלקס־קאָמיסאַר ("Memoirs of People's Commissar"), Warsau, 1931
- (en) Spiridonova: Revolutionary Terrorist (traduit et édité par Gwenda David et Eric Mosbacher), Londres, 1935
- (yi) געלעבט און געחלומט אין אויסטראַליע ("Lived and dreamed in Australia"), Melbourne, 1943
- (en) Australia: The Unpromised Land, Londres, 1948
- (yi) מיט אײן פֿוס אין אַמעריקע: פּערזאָנען, געשעענישן און אידעען ("With one foot in America: People, Events and Ideas"), Mexico, 1951
- (yi) אין קאַמף פֿאַר מענטש און ייִד ("In Struggle for Man and Jew"), Buenos Aires, 1952
- (en)In The Workshop Of The Revolution, New York, 1955
- Quand j'étais commissaire du peuple !, Paris, 2016,  (ISBN 978-2913112575)